# Jorge Blanco
Jorge Blanco Güereña (Guadalajara, 19 de dezembro de 1991) é um cantor, ator, compositor, dançarino e poliglota mexicano. Ficou conhecido mundialmente em 2012 ao dar vida ao personagem León Vargas, um dos protagonistas da telenovela Violetta, do Disney Channel América Latina. Após assinar contrato com a gravadora Hollywood Records, Jorge lançou, em 2017, seu single de estreia solo intitulado "Risky Business", ganhando uma coreografia exclusiva no Just Dance 2018. Em 2022, Jorge voltou a atuação ao protagonizar a série "Papás por Encargo", do Disney+.

## Biografia
Jorge nasceu em 19 de dezembro de 1991 na cidade de Guadalajara, México. Filho de Jorge Blanco (pai) e Cecilia Güereña, ele tem um irmão mais novo chamado Daniel. Blanco aprendeu a tocar violão muito cedo e logo se interessou a fazer aulas de atuação. Além disso, ele começou a cantar em coros de igrejas aos 11 anos. 
Fluente em espanhol, inglês, português, italiano e francês, chegou a morar por cerca de três meses no Brasil antes de mudar-se para Buenos Aires, onde viveu por três anos enquanto trabalhava em Violetta. Depois de terminar a turnê mundial de despedida, se mudou para Taormina, para a gravação do filme Tini: El Gran Cambio de Violetta. Após a conclusão das gravações do filme, ele se mudou para Los Angeles. Em 2019, voltou a morar no México e atualmente reside na Cidade do México.

### Vida pessoal
Em 2007, durante as gravações do filme High School Musical: La Selección (México), Jorge conheceu a atriz e cantora mexicana Stephie Caire, e os dois começaram um relacionamento. Em 4 de agosto de 2016, eles ficaram noivos. A proposta foi publicada no canal pessoal de Jorge no YouTube, no vídeo "Proposing to my Girlfriend", onde Jorge cria um episódio falso no programa Top Five Live e depois dedica uma música a Stephie, música essa que ambos gravaram juntos, e então a propõe casamento. Em janeiro de 2021, Jorge publicou em seu Instagram uma foto de seu casamento com Stephie, revelando que ambos já estão casados a algum tempo e declarou: "Casar com você foi a melhor decisão que já tomei".

## Carreira

### 2007–2011: High School Musical e Cuando Toca La Campana
Jorge iniciou sua carreira na televisão em 2007, quando participou do reality show High School Musical: La Selección (México), produzido pelo Disney Channel na América Latina e TV Azteca. Durante vários meses os espectadores votaram para os participantes do programa como um "reality" para escolher quem seriam as estrelas de um spin-off do bem-sucedido filme americano High School Musical. 
Apesar de não ganhar o reality show, Jorge apareceu no álbum do programa e conseguiu um papel para participar do filme High School Musical: El Desafío, interpretando o personagem Jorge, que é um amigo de Christopher Rodriguez (Cristobal Orellana). O filme foi lançado em 05 de setembro de 2008 nos cinemas mexicanos e no ano seguinte estreou na Itália.
Em 2010, durante sua estadia no México e antes de viajar para o Brasil, ele participou de duas cenas na peça teatral da Broadway Hairspray, interpretando o personagem Link Larkin. No mesmo ano, apareceu também em um episódio da minissérie do Disney Channel, Highway: Aventura Rolling, dando vida ao personagem Diego. 
Em 2011, Jorge foi um dos protagonista da primeira temporada da série Cuando toca la campana, interpretando Pablo, na qual gravou vários videoclipes, dentre eles "Es el momento" e "A Celebrar". No meio do ano, ele viajou para os Estados Unidos para participar do Disney's Friends for Change Games, fazendo parte da equipe amarela para ajudar a fundação Unicef. Jorge também representou o México no vídeo musical "We Can Change the World", da cantora e atriz americana Bridgit Mendler, para o projeto Disney's Friends for Change.

### 2012–2016: Sucesso comVioletta

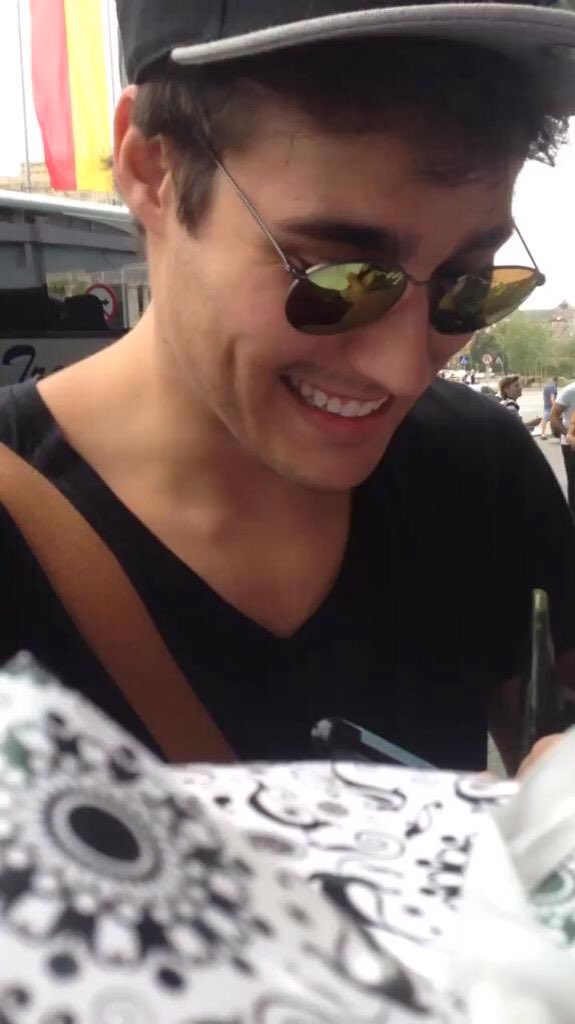
Jorge dando autógrafos em 2016.

Enquanto estava de folga depois de gravar a primeira temporada de Cuando toca la campana, Jorge foi chamado para participar de um novo projeto, que seria a primeira aliança da Disney Channel América Latina com a EMEA, uma telenovela chamada Violetta. Nela, ele daria vida ao personagem León Vargas, um cara um tanto arrogante e vaidoso.  Ao aceitar o convite, teve que se retirar da segunda temporada de Cuando toca la campana, participando apenas como convidado especial nos quatro primeiros episódios. Foi quando Jorge se mudou do México para a Argentina, onde as gravações da série começaram em setembro de 2011.
Violetta foi ao ar na Argentina em 14 de maio de 2012, sendo um sucesso total com um grande público na América Latina e na Europa, tornando-se a primeira série do gênero no Disney Channel a alcançar esse sucesso. Depois de finalizar a primeira temporada, foi anunciado que uma nova temporada seria gravada, sendo transmitida em meados de 2013. Alguns dias após a segunda temporada estrear na América Latina, uma turnê mundial foi anunciada. Com o nome de "Violetta en Vivo", os shows ocorreram entre os anos de 2013 a 2014, com grande parte em países da América Latina e Europa. Essa turnê foi filmada e levada aos cinemas latinos e europeus em forma de documentário.
Depois de terminar a turnê, o mexicano embarcou novamente nas filmagens da terceira e última temporada da série, lançada em 28 de julho de 2014. Em 3 de janeiro de 2015, ele voltou a participar da segunda demanda de shows, a turnê de despedida "Violetta Live", que também ocorreu em quase toda a América Latina e Europa, com mais de um milhão de espectadores em todo o mundo. Enquanto eles estavam em turnê, foi anunciado que um filme seria gravado para concluir a "Era Violetta", da qual Jorge seria uma co-estrela juntamente com Martina Stoessel, Mercedes Lambre, María Clara Alonso e Diego Ramos. Com o título de Tini: El Gran Cambio de Violetta, o filme foi gravado em Taormina, Itália, sendo lançado em 2016, contando com a participação especial da atriz e também cantora Sofia Carson.

### 2016–2018: Divulgações e Colaborações
Após o fim de Violetta, em 19 de fevereiro de 2016, por meio de um vídeo em seu canal do YouTube, Jorge anunciou que havia assinado contrato com a gravadora Hollywood Records para dar início a sua carreira como artista solo. Em 12 de outubro do mesmo ano, o mexicano estreou sua música "Beautiful Mistake", no especial pela hispanidade do programa ESPN One Nación. "Risky Business", seu primeiro single como artista solo, foi lançado em 17 de março em todas as plataformas digitais juntamente com um clipe, além de ganhar uma coreografia exclusiva no Just Dance 2018. Seu segundo single, "Summer Soul", foi lançado em 19 de maio do mesmo ano e o videoclipe saiu alguns dias depois. "Summer Soul" foi destaque nas últimas posições do Daily US Radio Pop, variando durante as três semanas em que esteve. Além disso, o mexicano se tornou o primeiro exigente da Disney na América Latina a conseguir uma posição em uma lista dos EUA com sua música. Jorge também faz parte da trilha sonora do filme de animação da Disney Pixar, Carros 3, no qual ele cobriu a famosa música dos The Beatles, "Drive My Car". A música foi disponibilizada a partir do dia 16 de julho, o dia do lançamento do filme nos Estados Unidos.

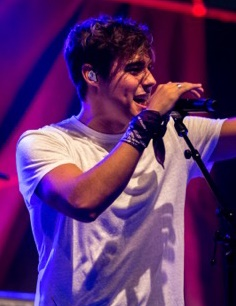
Jorge se apresentando em 2017.

Em 18 de agosto de 2017, foi lançado a canção "Una Noche", colaboração de Jorge com o cantor mexicano Saak. No dia seguinte, a música foi apresentada pela primeira vez ao vivo no Kids Choice Awards Mexico 2017. Jorge também foi o convidado destaque para se apresentar no Miss Teen USA 2017. Em 31 de julho, Blanco anunciou em suas redes sociais que acompanharia o R5 em sua turnê européia chamada New Addiction Tour. A turnê junto com The 8Th Wonder, banda que acompanha Jorge, começou em 24 de setembro em Paris, França. Em 13 de outubro, Jorge fez parte da trilha sonora do filme da Disney Pixar, Coco, com uma versão da canção "Bésame Mucho", da artista Consuelo Velázquez. Em 24 de novembro, foi lançada em todas as plataformas digitais a canção "Gone Is The Night", colaboração de Jorge com o Kris Kross Amsterdam, a música entrou nas paradas de vários países da Europa e América Latina.
Depois de meses compondo e produzindo novas músicas, Jorge anunciou em sua conta oficial do Instagram que seu novo single "Si Te Tuviera" seria lançado em 20 de julho de 2018, sendo seu primeiro single em espanhol. No mesmo dia do lançamento da canção, Jorge foi confirmado como o ato de abertura de Demi Lovato em sua turnê "Tell Me You Love Me", que aconteceria na Cidade do México e Monterrei nos dias 20 e 22 de setembro. No entanto, a turnê foi cancelada devido a uma overdose que a cantora sofreu em julho de 2018. Em 17 de agosto do mesmo ano, Jorge lançou o single "Escondida". O videoclipe estreou um dia antes na MTV Latinoamérica. Este videoclipe foi o primeiro em que o cantor entrou nas primeiras posições das paradas do YouTube no México. Blanco também foi confirmado para abrir 6 dos 8 shows de Sebastián Yatra no México. No dia 7 de setembro do mesmo ano, o single "Opciones" foi lançado juntamente com o videoclipe, que também entrou para as primeiras posições das paradas do YouTube no México. Após o lançamento de "Te La Dedico", no final de outubro Jorge foi apresentado no Glow, um evento conhecido que ocorre em diferentes cidades da Alemanha. Em 30 de novembro, participou do The Dome, famoso evento alemão com a participação de grandes artistas. 

### 2019–2020: EPConmigoe Turnês
Após uma pequena pausa no final do ano, no dia 18 de janeiro de 2019, Jorge lançou o single "Conmigo", uma música dançante com uma mistura de ritmos urbano com funk. Depois de uma breve promoção na Argentina, Blanco voltou a Los Angeles para gravar novas músicas, onde também conheceu Drake Bell, com quem gravou a canção "No Perdamos Más Tiempo", lançada em 6 de setembro, mesclando os idiomas inglês e espanhol. No dia 1 de fevereiro, Blanco anunciou que faria parte do "No Brasil Festival", evento que seria realizado em três grandes cidades: São Paulo, Rio de Janeiro e Curitiba nos dias 26, 27 e 28 de abril, e que contaria com ele como artista principal do evento. Porém, no dia 22 de abril, o evento foi adiado para o início de setembro devido a problemas técnicos. Porém, acabou sendo cancelado por conta da agenda do cantor.
No dia 14 de fevereiro de 2019, Jorge lançou seu EP de estreia "Conmigo", contendo seis faixas, cinco em espanhol e uma em inglês. Dias depois, o cantor anunciou que faria uma turnê no México para promovê-lo. As cidades confirmadas foram: Cidade do México, Guadalajara, Monterrei, Puebla, Metepec, León e Querétaro. Seu primeiro material como solista foi consolidado como um dos mais vendidos no México, permanecendo nas primeiras posições por várias semanas. Em 9 de março, Jorge foi um dos quatro convidados especiais no "Karma Tour", a primeira turnê solo de Saak, com quem ele cantou "Una Noche". Após a bem-sucedida turnê promocional de seu EP "Conmigo", Jorge anunciou sua primeira turnê solo no país asteca, que começaria em 9 de maio. A turnê ganhou o nome de "Conmigo Tour" e passou por cidades como: Querétaro, Cidade do México, Monterrei e Toluca. Em 19 de julho, o cantor anunciou que a "Conmigo Tour" chegaria à América Latina, sendo o primeiro concerto solo fora de seu país natal. A turnê passou por países como: Argentina, Uruguai, Paraguai, Colômbia, Panamá, Costa Rica, Peru, Equador, entre outros. Ele também foi responsável pela abertura dos shows da "Quiero volver Tour" da Tini Stoessel nas cidades de Montevidéu e Buenos Aires.
Ainda em 2019, mas precisamente em 31 de maio, Jorge lançou o single "Vamos", com ritmo bem dançante e mesclando os idiomas inglês e espanhol. Em 23 de agosto, o cantor lançou mais um singles, Intitulado de "Me Voy Contigo", a canção e bem intima e pessoal, sendo inteiramente dedicada a sua noiva Stephie. Em 2020, Jorge deu uma pausa em sua carreira musical para buscar um novo gênero e retornar as suas origens musicais, além de anunciar seu retorno à atuação para o próximo ano.

### 2021–presente: Regresso à música e atuação
Após quase dois anos sem lançamentos no mercado musical, Jorge retornou a indústria em colaboração com o DJ brasileiro Bruno Martini na canção "Say-O". A canção está entre as 17 faixas do álbum Original, lançado pelo DJ no dia 12 de março de 2021. No dia 24 de setembro, Blanco lançou o single "Hot Damn", e pouco tempo depois, em 28 de outubro, ele lançou a canção "Bad Karma".
Já em novembro de 2020, com a estreia do serviço de streaming Disney+, foi anunciado que Jorge protagonizaria ao lado de Michael Ronda e Lalo Brito a série Papás por Encargo, tendo sido lançada em julho de 2022. Em agosto, a série foi renovada para uma segunda temporada, sendo lançada em novembro de 2023. No dia 8 de dezembro de 2022, foi ao ar no Disney+ o especial Solo Amor Y Mil Canciones, um show único e intimista em comemoração ao 10º aniversário de estreia da série Violetta. Tini, Jorge, Candelaria Molfese e Mercedes Lambre proporcionaram ao público uma noite inesquecível e cheia de nostalgia.

## Filmografia

### Filmes
| Ano  | Título                     | Personagem                       | Notas                   |
| ---- | -------------------------- | -------------------------------- | ----------------------- |
| 2008 | School Musical: El Desafío | Jorge                            | Protagonista            |
| 2014 | Violetta - O Show          | León Vargas                      | Documentário            |
| 2015 | Violetta - A Viagem        | León Vargas                      | Documentário            |
| 2016 | Tini: Depois de Violetta   | León Vargas                      | Co-Protagonista         |
| 2017 | Mi villano favorito 3      | Richard (de Sing: ¡Ven y canta!) | (Voz) Dublagem Mexicana |
| 2021 | Ron da error               | Noah                             | (Voz) Dublagem Mexicana |

### Televisão
| Ano       | Título                            | Personagem     | Notas                                                                     |
| --------- | --------------------------------- | -------------- | ------------------------------------------------------------------------- |
| 2007      | High School Musical: La Selección | Ele mesmo      | Participante                                                              |
| 2010      | Highway: Rodando la Aventura      | Diego          | Episódio: O Mochileiro (1ª temporada, ep:10)                              |
| 2011      | Disney's Friends for Change Games | Ele mesmo      | Equipe Amarela                                                            |
| 2011–2012 | Cuando toca la campana            | Pablo          | 1ª temporada: Protagonista 2ª temporada: Convidado especial (4 episódios) |
| 2012–2015 | Violetta                          | León Vargas    | Co-protagonista                                                           |
| 2013      | Esperando a Violetta              | Ele mesmo      | 5 episódios especiais                                                     |
| 2014–2019 | Fans en Vivo                      | Ele mesmo      | Convidado, 2 episódios                                                    |
| 2016      | Celebs React                      | Ele mesmo      | Convidado especial (1ª temporada, 2 episódios)                            |
| 2022–2023 | Papás por Encargo                 | Miguel Rosales | Protagonista                                                              |
| 2022      | Solo Amor Y Mil Canciones         | Ele mesmo      | Especial 10 anos de Violetta para o Disney+                               |

### Teatro
| Ano       | Título           | Personagem  | Notas                              |
| --------- | ---------------- | ----------- | ---------------------------------- |
| 2011      | Hairspray        | Link Larkin | Show no México                     |
| 2013–2014 | Violetta en vivo | Ele mesmo   | Turnê pela América Latina e Europa |
| 2015      | Violetta Live    | Ele mesmo   | Turnê pela América Latina e Europa |
| 2024      | Vaselina México  | Memo        | Tour pelo México                   |

## Discografia

### EPs
| Título  | Detalhes                                                                                              | Certificações |
| ------- | --- | ------------- |
| Conmigo | - Lançamento: 14 de fevereiro de 2019 - Gravadora: Hollywood Records - Formatos: CD, Download digital | —             |

### Singles
| Ano                                                                                     | Canção                                                   | Melhores posições nas tabelas | Álbum                          |
| Ano                                                                                     | Canção                                                   | PAN                           | Álbum                          |
| --------------------------------------------------------------------------------------- | -------------------------------------------------------- | ----------------------------- | ------------------------------ |
| 2017                                                                                    | "Risky Business"                                         | —                             | Não adicionando à nenhum álbum |
| 2017                                                                                    | "Summer Soul"                                            | —                             | Não adicionando à nenhum álbum |
| 2017                                                                                    | "Una Noche" (com Saak)                                   | —                             | Karma                          |
| 2017                                                                                    | "Gone Is The Night" (com Kris Kross Amsterdam)           | —                             | Não adicionando à nenhum álbum |
| 2018                                                                                    | "Si Te Tuviera"                                          | —                             | Conmigo                        |
| 2018                                                                                    | "Escondida"                                              | —                             | Conmigo                        |
| 2018                                                                                    | "Opciones"                                               | —                             | Conmigo                        |
| 2018                                                                                    | "Te La Dedico"                                           | —                             | Conmigo                        |
| 2019                                                                                    | "Conmigo"                                                | —                             | Conmigo                        |
| 2019                                                                                    | "Vamos"                                                  | 17                            | Não adicionando à nenhum álbum |
| 2019                                                                                    | "Me Voy Contigo"                                         | —                             | Não adicionando à nenhum álbum |
| 2019                                                                                    | "No Perdamos Más Tiempo" (Drake Bell feat. Jorge Blanco) | —                             | Não adicionando à nenhum álbum |
| 2021                                                                                    | "Polvo De Estrellas" (com AtellaGali)                    | —                             | Não adicionando à nenhum álbum |
| 2021                                                                                    | "Antidoto" (Anna Chesa feat. Jorge Blanco)               | —                             | Antidoto                       |
| 2021                                                                                    | "Hot Damn"                                               | —                             | Não adicionando à nenhum álbum |
| 2021                                                                                    | "Bad Karma"                                              | —                             | Não adicionando à nenhum álbum |
| 2024                                                                                    | "24/7" (Dafnne JM feat. Jorge Blanco)                    | —                             | Não adicionando à nenhum álbum |
| "—" denota canções que não entraram nas paradas musicais ou não foram lançados no país. |                                                          |                               |                                |

### Como convidado
| Ano  | Canção                   | Álbum                          |
| ---- | ------------------------ | ------------------------------ |
| 2017 | "Drive My Car"           | Carros 3 (trilha sonora)       |
| 2017 | "Bésame Mucho"           | Coco (trilha sonora)           |
| 2025 | "Problemas Principescos" | Branca de Neve (trilha sonora) |

## Turnês
- Violetta en Vivo (2013–2014)
- Violetta Live (2015)
- R5 New Addiction Tour, Europa (2017)
- Conmigo Tour (2019)

## Prêmios e Indicações
| Ano  | Premiação                    | Categoria                | Trabalho                                 | Resultado |
| ---- | ---------------------------- | ------------------------ | ---------------------------------------- | --------- |
| 2013 | Kids Choice Awards Argentina | Ator de TV favorito      | León em Violetta                         | Indicado  |
| 2013 | Kids Choice Awards México    | Ator de TV favorito      | León em Violetta                         | Venceu    |
| 2014 | Kids Choice Awards Argentina | Ator de TV favorito      | León em Violetta                         | Indicado  |
| 2014 | Kids Choice Awards Colombia  | Ator de TV favorito      | León em Violetta                         | Venceu    |
| 2014 | Kids Choice Awards México    | Ator de TV favorito      | León em Violetta                         | Venceu    |
| 2015 | Kids Choice Awards México    | Ator de TV favorito      | León em Violetta                         | Indicado  |
| 2015 | Bravo Otto Alemania          | TV Star - Male           | León em Violetta                         | Venceu    |
| 2016 | Kids Choice Awards México    | Chico Trendy             | Ele mesmo                                | Indicado  |
| 2016 | Bravo Otto Alemania          | Super-Sänger - Male      | Ele mesmo                                | Venceu    |
| 2017 | Premios Goya                 | Melhor Ator Protagonista | León em Tini: El Gran Cambio de Violetta | Indicado  |